# 28 de septiembre
El 28 de septiembre es el 271.ᵉʳ (ducentésimo septuagésimo primer) día del año en el calendario gregoriano y el 272.º (ducentésimo septuagésimo segundo) en los años bisiestos. Quedan 94 días para finalizar el año.

## Acontecimientos
- 480 a. C.: en la isla de Salamina (Grecia) en la madrugada, se registra un terremoto. Los griegos lo toman como un buen augurio para la batalla naval de Salamina, que sucedió al día siguiente.[1]
- 48 a. C.: el rey Tolomeo XIII Theos Filópator manda asesinar a Pompeyo el Grande, recién llegado a Egipto.
- 351: por primera vez, legionarios romanos son derrotados por caballería pesada en una de las más sangrientas batallas de la historia de Roma: en el valle del río Sava (Croacia) el emperador romano Constancio II derrota al usurpador romano Magnencio en la batalla de Mursa Major.
- 365: en Constantinopla, el usurpador romano Procopio soborna a dos legiones y se proclama emperador romano.
- 935: el rey Boleslao I de Bohemia asesina a su hermano san Venceslao.
- 995: el hijo de Boleslao I, Boleslao II el Piadoso asesina a los miembros de la dinastía Slavník: Spytimír, Pobraslav, Pořej y Čáslav.
- 1014: en los Países Bajos se rompe por primera vez la línea de la costa. La crónica de la abadía de Quedlinburg (en el centro de Alemania) informa que murieron miles de personas. Los mayores daños se registran en la isla de Walcheren. Pasarán varios años hasta que los habitantes consigan recuperar sus vidas.
- 1066: Guillermo el Conquistador invade Inglaterra, dando comienzo a la conquista normanda.
- 1106: en la batalla de Tinchebrai (departamento de Orne, Francia), Enrique I de Inglaterra derrota a su hermano Robert Curthose.
- 1322: en la Batalla de Mühldorf, Luis IV, Sacro Emperador Romano derrota a Federico I de Austria.
- 1448: en Dinamarca, Cristián I es coronado rey.
- 1542: a las costas de lo que ahora es San Diego (California) arriba el navegante portugués João Rodrigues Cabrilho.
- 1606: fundación de la ciudad de Ibarra (Ecuador)
- 1708: en Lesnaya (frontera entre Polonia y Rusia, ahora la aldea de Lisna, en Bielorrusia), Pedro el Grande derrota a los suecos en la batalla de Lesnaya.
- 1779: en el marco de la Revolución estadounidense, Samuel Huntington es elegido presidente del Congreso Continental, sucediendo a John Jay.
- 1781: en Virginia —en el marco de la Revolución estadounidense—, las fuerzas estadounidenses respaldadas por la flota francesa comienzan la batalla de Yorktown.
- 1783: el químico riojano Juan José Delhuyar y Lubice y su hermano Fausto presentan el informe del descubrimiento del tungsteno (también llamado wolframio) ante la Junta General de la Real Sociedad Bascongada de Amigos del País.
- 1787: en la ciudad de Washington, la recién completada Constitución de Estados Unidos es votada por el Congreso y enviada a la Legislatura para su aprobación.
- 1821: en México se firma el Acta de Independencia del Imperio Mexicano.
- 1844: Oscar I de Suecia-Noruega es coronado rey de Suecia.
- 1867: en Canadá, Toronto se convierte en la capital de Ontario.
- 1867: Estados Unidos invade las islas Midway.
- 1868: la batalla de Alcolea provoca que la reina Isabel II de España tenga que huir a Francia.
- 1870: en Argentina, se crea el Departamento de Agronomía perteneciente al Colegio Nacional de Tucumán, actual Escuela de Agricultura y Sacarotecnia de la Universidad Nacional de Tucumán.
- 1871: en Brasil se vota la ley del vientre libre, que prohíbe la esclavitud infantil y por lo tanto obliga a los niños negros de sus padres esclavos.
- 1884: en Liverpool se inaugura el estadio Anfield actual casa del Liverpool Football Club.
- 1887: en China, el río Amarillo rompe varios diques. Comienza la inundación de 1887, que —sumada a la pandemia posterior y a la falta de víveres y agua potable—, totalizará unos 2 millones de víctimas.
- 1889: en París (Francia), la primera Conferencia General de Pesos y Medidas define la longitud de un metro como la distancia entre dos líneas en una barra hecha con una aleación de platino con 10 % de iridio, medida al punto de fusión del hielo.
- 1889: aparece la primera crónica de José Martí acerca de la Conferencia Internacional Americana de Washington, denunciando sus oscuros objetivos.
- 1891: en Uruguay se funda el club deportivo CURCC (Central Uruguay Railway Cricket Club), que posteriormente cambiará su nombre por Club Atlético Peñarol.
- 1893: en Oporto (Portugal), se funda el Futebol Clube do Porto.
- 1907: en Cantabria se funda la Real Sociedad Gimnástica de Torrelavega, decano del fútbol cántabro.

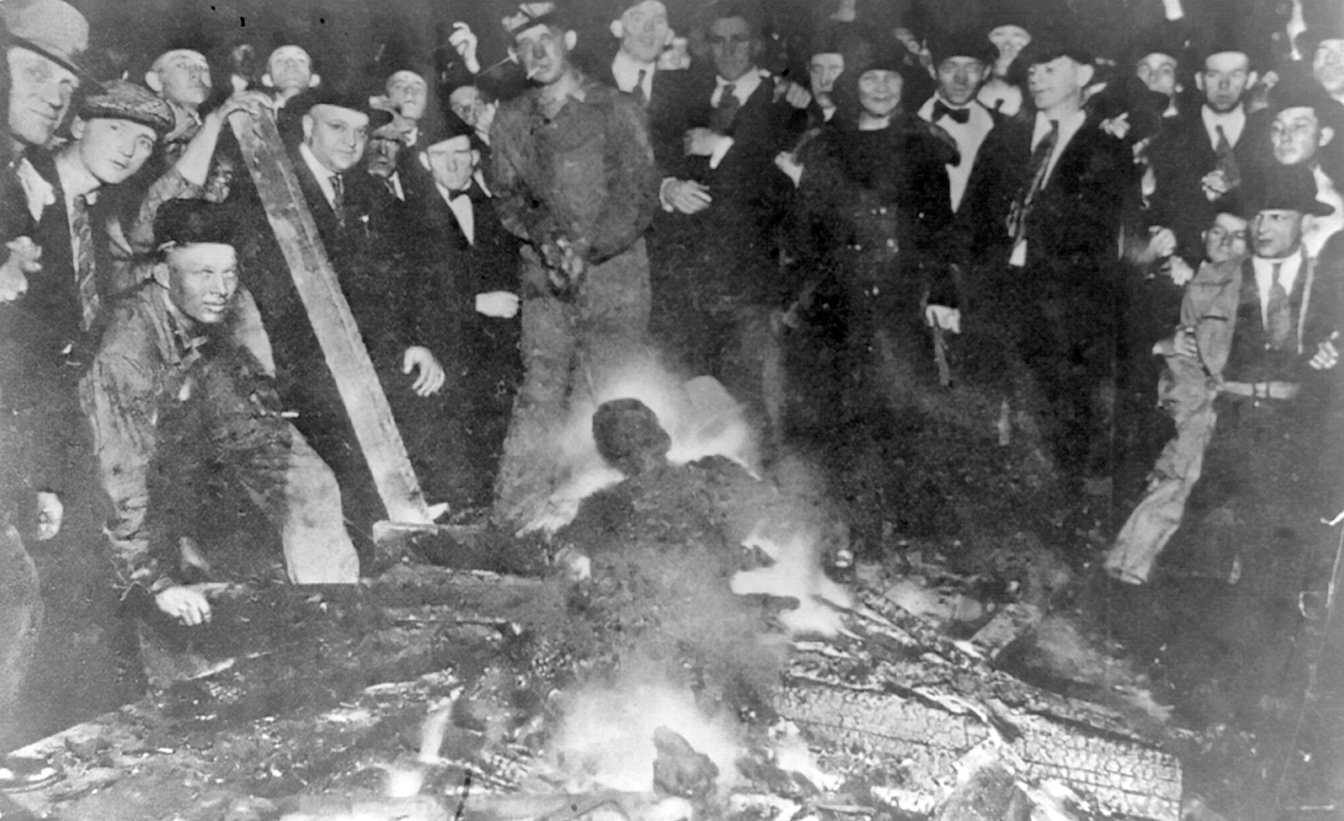
El obrero afroestadounidense Will Brown es quemado por ciudadanos estadounidenses blancos (1919).

- 1919: en Omaha (Estados Unidos) ―en el marco del apartheid que terminará en 1965― comienzan los disturbios raciales de Omaha de 1919 (que terminarán al día siguiente).
- 1919: se funda la Universidad de Letonia.
- 1928: el bacteriólogo británico, Alexander Fleming, descubre la penicilina.
- 1928: en Reino Unido, el gobierno vota la Ley de Drogas Peligrosas, prohibiendo la marihuana.
- 1937: en el marco de la guerra civil española, Francisco Franco crea la Fiesta Nacional del Caudillo, que se habría de conmemorar el 1 de octubre es adoptada.
- 1948: Resolución 58 del Consejo de Seguridad de las Naciones Unidas es adoptada.
- 1951: Golpe de Estado en Argentina contra el general Juan Domingo Perón
- 1957: en el área B9a del sitio de pruebas atómicas de Nevada (a unos 100 km al noroeste de la ciudad de Las Vegas), a las 4:59 (hora local), Estados Unidos detona a 460 m bajo tierra su bomba atómica Charleston, de 12 kilotones. Es la bomba n.º 116 de las 1132 que Estados Unidos detonó entre 1945 y 1992.
- 1958: en París (Francia) se aprueba en referéndum la constitución de la V República.
- 1958: en el área 12F del sitio de pruebas atómicas de Nevada, Estados Unidos detona su bomba atómica n.º 166, Mars, de 0,013 kilotones. (En comparación, la bomba de Hiroshima fue de 13 kilotones).
- 1960: en un multitudinario acto frente a Palacio Presidencial en La Habana, Fidel Castro anuncia la creación de los Comités de Defensa de la Revolución (CDR).
- 1961: en Damasco (Siria), un golpe militar acaba con la República Árabe Unida (la unión entre Egipto y Siria).
- 1962: en Brisbane (Australia), un incendio destruye 65 trolebuses en un depósito.
- 1966: en Argentina, 18 estudiantes, obreros, sindicalistas y periodistas peronistas ―cuya edad promedio era de 22 años―, secuestran un avión Douglas DC-4 de Aerolíneas Argentinas y lo desvía a las islas Malvinas (Operativo Cóndor).
- 1971: en Reino Unido, el Gobierno vota la Ley del Mal Uso de Drogas, prohibiendo el uso medicinal de la marihuana.
- 1973: en Nueva York el edificio de la ITT es bombardeado como protesta por la intromisión de esta empresa en el golpe de Estado de Pinochet el 11 de septiembre de 1973.
- 1975: en la Spaghetti House (Londres) nueve personas son tomadas como rehenes.
- 1975: en Ciudad del Vaticano, el papa Pablo VI canoniza al religioso español Juan Macías (1585-1645).
- 1991: se funda el club costarricense Municipal Pérez Zeledón.
- 1992: en México, se emite por última vez un capítulo de El Chapulín Colorado, dentro del programa humorístico Chespirito, tras 22 años de interpretarlo.
- 1993: en la autopista Regional del Centro (Venezuela), ocurre una explosión accidental que deja 53 muertos y 70 heridos.
- 1994: en el mar Báltico se hunde camino a Estocolmo el ferry M/S Estonia, cargado de automóviles. Fallecen 852 personas.
- 1995: en las islas Comoras, un tal Bob Denard con un grupo de mercenarios toman las islas en un golpe de Estado.
- 2000: en Jerusalén, la visita de Ariel Sharón a la explanada de la mezquita de Al-Aqsa da inicio a la Segunda Intifada (levantamiento).
- 2004: en la localidad bonaerense de Carmen de Patagones ocurre la masacre escolar más grave de Latinoamérica, que deja tres muertos.
- 2004: Juanes, cantautor Colombiano publica su álbum "Mi sangre", donde aparece el sencillo " La camisa negra" hit musical.
- 2004: en Parkfield (California) sucede un terremoto de magnitud 6.
- 2008: SpaceX se convierte en la primera empresa privada en dirigir un cohete aeroespacial (Falcon 1 vuelo 4) hacia la órbita de la Tierra.
- 2011: se suspende el certamen cinematográfico Mostra de València / Cinema del Mediterrani a causa de la crisis.
- 2015: en el océano Atlántico se ve un eclipse lunar total.
- 2019: Fallece a los 71 años de edad el intérprete mexicano José José.
- 2019: En la Ciudad de México, un accidente en una montaña rusa causa 2 muertos y 2 heridos y provocaría el cierre de La Feria de Chapultepec en días posteriores.
- 2021: tiene lugar la Masacre de la Penitenciaría de Guayaquil en Ecuador.

## Nacimientos
- 551 a. C.: Confucio, filósofo chino (f. 479 a. C.).
- 58 a. C.: Livia Drusilla, esposa del emperador romano César Augusto (f. 29).
- 1330: Nicolás Flamel, alquimista y escriba francés (f. ¿1417?).
- 1493: Agnolo Firenzuola, poeta italiano (f. 1545).
- 1614: Juan Hidalgo, compositor español (f. 1685).
- 1667: Asano Naganori, guerrero japonés (f. 1701).
- 1681: Johann Mattheson, compositor alemán (f. 1764).
- 1705: Henry Fox, primer barón de Holland, estadista británico (f. 1774).
- 1735: Augustus FitzRoy, político británico. (f. 1811).
- 1738: Felipe Scío de San Miguel, religioso español (f. 1796).
- 1746: sir William Jones, filólogo británico (f. 1794).
- 1767: Cayetano Valdés, marino español (f. 1815).
- 1803: Prosper Mérimée, escritor francés (f. 1870).
- 1819: Narciso Monturiol, inventor, intelectual y político español, inventor del primer submarino tripulado y con motor de combustión (f. 1885).
- 1823: Alexandre Cabanel, pintor francés (f. 1889).
- 1824: Francis Turner Palgrave, crítico y poeta británico (f. 1897).
- 1825: Rafael Núñez, escritor y político colombiano (f. 1894).
- 1836: Thomas Crapper, inventor británico (f. 1910).
- 1841: Georges Clemenceau, primer ministro francés (f. 1929).
- 1852: Henri Moissan, químico francés, premio nobel de química en 1906 (f. 1907).
- 1861: Amelia de Orleáns, reina portuguesa (f. 1951).
- 1863: Carlos I, rey portugués (f. 1908).
- 1867: Hiranuma Kiichirō, primer ministro japonés (f. 1952).
- 1870: Florent Schmitt, compositor francés (f. 1958).
- 1871: Grazia Deledda, escritora italiana (f. 1936).
- 1881: Pedro de Córdoba, actor estadounidense (f. 1950).
- 1882: Eugenio d'Ors, escritor, periodista y filósofo español (f. 1954).
- 1887: Avery Brundage, atleta estadounidense y presidente del COI entre 1952 y 1972 (f. 1975).
- 1891: Myrtle Gonzalez, actriz estadounidense (f. 1918).
- 1892: Elmer Rice, dramaturgo estadounidense (f. 1967).
- 1893: Giannis Skaribas, escritor y dramaturgo griego (f. 1984).
- 1898: Carl Clauberg, médico nazi de campos de concentración (f. 1957).
- 1901: Francisco Ruiz-Jarabo, jurista y político español (f. 1990).
- 1901: Ed Sullivan, presentador de televisión estadounidense (f. 1974).
- 1905: Juan Bautista Fuenmayor, político venezolano (f. 1998).
- 1905: Max Schmeling, boxeador alemán (f. 2005).
- 1906: Mari Carmen Prendes, actriz española (f. 2002).
- 1907: Bhagat Singh, activista indio (f. 1931).
- 1907: Heikki Savolainen, gimnasta finlandesa (f. 1997).
- 1909: Al Capp, historietista estadounidense (f. 1979).
- 1910: Diosdado Macapagal, político filipino, 9.º presidente entre 1961 y 1965 (f. 1997).
- 1911: Francisco Lacueva, teólogo evangélico español (f. 2005).
- 1912: María Luisa Robledo, actriz argentina (f. 2005).
- 1913: Edith Pargeter, escritora británica (f. 1995).
- 1913: Warja Honegger-Lavater, artista e ilustradora suiza.
- 1915: Ethel Rosenberg, espía comunista estadounidense (f. 1953).
- 1916: Peter Finch, actor británico (f. 1977).
- 1916: Leonardo Ruiz Pineda, abogado y político venezolano (f. 1952)
- 1918: Ángel Labruna, futbolista y entrenador argentino (f. 1983).
- 1922: Jules Sedney, economista y político surinamés (f. 2020).
- 1923: John Scott, aristócrata y político británico (f. 2007).
- 1923: William Windom, actor estadounidense (f. 2012).
- 1924: Marcello Mastroianni, actor italiano (f. 1996).
- 1925: Arnold Stang, actor estadounidense (f. 2009).
- 1925: Cromwell Everson, compositor sudafricano (f. 1991).
- 1925: Seymour Cray, científico estadounidense, empresario de computadoras (f. 1996).
- 1926: Jerry Clower, comediante y actor estadounidense (f. 1998).
- 1929: Lata Mangeshkar, cantante india de playbacks (f. 2022).
- 1930: Immanuel Wallerstein, sociólogo y científico social histórico estadounidense (f. 2019).
- 1932: Víctor Jara, cantautor, activista y director teatral chileno (f. 1973).
- 1933: Miguel Ortiz Berrocal, escultor español (f. 2006).
- 1934: Brigitte Bardot, actriz francesa.
- 1934: Janet Munro, actriz británica (f. 1972).
- 1935: Heather Sears, actriz británica (f. 1994).
- 1936: Agustín Bedoya cantante y compositor colombiano (f. 2000).
- 1936: Jacques Joseph Lambinon, botánico, micólogo y briólogo belga (f. 2015).
- 1937: Alice Mahón, sindicalista y política británica.
- 1937: Paz Fernández Felgueroso, política asturiana.
- 1937: Rod Roddy, anunciador televisivo estadounidense (f. 2003).
- 1938: Ben E. King, cantautor estadounidense de rhythm and blues (f. 2015).
- 1939: Rudolph Walker, actor trinitense.
- 1939: Stuart Kauffman, biólogo teórico estadounidense.
- 1941: Juan José Jusid, cineasta argentino.
- 1941: David Kellogg Lewis, filósofo estadounidense (f. 2001).
- 1941: Manu Leguineche, periodista y escritor español (f. 2014).
- 1941: Peridis, periodista español.
- 1941: Edmund Stoiber, político alemán.
- 1942: Pierre Clémenti, actor francés (f. 1999).
- 1942: Donna Leon, escritora y profesora estadounidense.
- 1943: Hughes Dufourt, compositor francés.
- 1943: J.T. Walsh, actor estadounidense (f. 1998).
- 1946: Jeffrey Jones, actor estadounidense.
- 1947: Bob Carr, político australiano.
- 1947: Sheikh Hasina, política bangladesí, Primera ministra de Bangladés entre 1996 y 2001 y entre 2009 y 2024.
- 1948: José Lavat, actor de doblaje y locutor mexicano (f. 2018).
- 1950: John Sayles, cineasta y guionista estadounidense.
- 1951: Wei Chen, periodista canadiense.
- 1952: Sylvia Kristel, actriz neerlandesa (f. 2012).
- 1954: Rosi Braidotti, filósofa y feminista italo-australiana.
- 1954: George Lynch, músico estadounidense, de la banda Dokken.
- 1955: Stéphane Dion, política canadiense.
- 1955: Xavier Estivill, científico español.
- 1956: Gonzalo, cantante y compositor español.
- 1959: Ron Fellows, piloto canadiense.
- 1960: Jennifer Rush, cantante pop estadounidense.
- 1961: Yordanka Donkova, atleta búlgara
- 1962: Luis Enrique, cantante nicaragüense.
- 1963: Luis Arce, economista y político boliviano, presidente de Bolivia desde 2020.
- 1963: Steve Blackman, luchador profesional estadounidense.
- 1963: Érik Comas, piloto de automovilismo francés.
- 1964: Claudio Borghi, futbolista y entrenador argentino.
- 1964: Sergio Dalma, cantante español.
- 1964: Janeane Garofalo, actriz y comediante estadounidense.
- 1964: Laura Cerón, actriz estadounidense.
- 1964: Emilio Rey, torero español.
- 1966: Paula Siero, actriz argentina.
- 1967: Mira Sorvino, actriz estadounidense.
- 1968: Mika Häkkinen, piloto de automovilismo finlandés.
- 1968: Naomi Watts, actriz australiana nacida en Reino Unido.
- 1968: Trish Keenan, músico británico, de la banda Broadcast (f. 2011).
- 1969: Óscar Ortiz Antelo, administrador y político boliviano.
- 1969: Pedro Fernández, cantante y actor mexicano.
- 1969: Nico Vaesen, futbolista belga.
- 1969: Sascha Maassen, piloto de automovilismo alemán.
- 1970: Gualter Salles, piloto brasilero.
- 1971: Alan Wright, futbolista británico.
- 1974: John Light, actor británico.
- 1974: Joonas Kolkka, futbolista finlandés.
- 1974: María Kiseliova, nadadora soviética.
- 1976: Fedor Emelianenko, luchador profesional y artista marcial ruso.
- 1977: Young Jeezy, rapero estadounidense.
- 1978: Bushidō, rapero alemán.
- 1978: Pastora Soler, cantante española.
- 1978: Julia Michelón, locutora, actriz y profesora argentina.
- 1978: Mohamed Rashid, futbolista emiratí.
- 1979: Bam Margera, patinador estadounidense.
- 1981: Wilfredo Caballero, futbolista argentino.
- 1981: Gepe, músico, compositor y multiinstrumentista chileno.
- 1981: José Manuel Calderón, baloncestista español.
- 1981: Jorge Guagua, futbolista ecuatoriano.
- 1981: Mauro Óbolo, futbolista argentino.
- 1981: Iracema Trevisan, cantante brasileña, de la banda Cansei de Ser Sexy.
- 1982: St. Vincent, cantautora y multiinstrumentista estadounidense.
- 1982: César Carignano, futbolista argentino.
- 1982: Ranbir Kapoor, actor indio.
- 1982: Nolwenn Leroy, cantante francés.
- 1982: Emeka Okafor, baloncestista estadounidense.
- 1982: Anderson Varejão, baloncestista brasileño.
- 1983: David Verdaguer, actor español.
- 1983: Richard Henyekane, futbolista sudafricano (f. 2015).
- 1984: Jimena Sánchez, periodista, modelo y actriz mexicana.
- 1984: Melody Thornton, cantante y bailarina estadounidense, de la banda The Pussycat Dolls.
- 1984: Pavlo Ivanov, futbolista soviético.
- 1985: Shindong, actor, presentador y cantante surcoreano, de la banda Super Junior.
- 1985: Jure Travner, futbolista esloveno.
- 1986: Andrés Guardado, futbolista mexicano.
- 1986: David Morillas, futbolista español.
- 1987: Hilary Duff, actriz y cantante estadounidense.
- 1987: Sílvio Manuel Pereira, futbolista portugués.
- 1987: Filip Đorđević, futbolista serbio.
- 1988: Esmée Denters, cantante neerlandesa.
- 1988: Marin Čilić, tenista croata.
- 1988: Dimitris Christofi, futbolista chipriota.
- 1988: Ryūnosuke Noda, futbolista japonés.
- 1988: Wergiton do Rosario Calmon, futbolista brasileño.
- 1989: Steven Adams, futbolista ghanés.
- 1989: Radosław Kamiński, futbolista polaco.
- 1989: Reinaldo Manoel da Silva, futbolista brasileño.
- 1990: David Accam, futbolista ghanés.
- 1990: Ibrahim Ghaleb, futbolista emiratí.
- 1990: Kazuhiro Sato, futbolista japonés.
- 1991: Jang Hyun-soo, futbolista surcoreano.
- 1991: Franck Ohandza, futbolista camerunés.
- 1992: Ignasi Miquel, futbolista español.
- 1992: Luis Alberto Romero Alconchel, futbolista español.
- 1993: Paloma Lázaro, futbolista española.
- 1994: Mateus Gonçalves Martins, futbolista brasileño.
- 1996: Michael Ronda, actor mexicano.
- 1996: Robert Gonçalves Santos, futbolista brasileño.
- 1996: Luquinhas, futbolista brasileño.
- 1996: Gil Dias, futbolista portugués.
- 1996: Assane Gnoukouri, futbolista marfileño.
- 1996: Junto Taguchi, futbolista japonés.
- 1997: Sebastián Jurado, futbolista mexicano.
- 1997: Xaver Schlager, futbolista austriaco.
- 1998: Alex Pașcanu, futbolista rumano.
- 1998: Victor Bailey Jr., baloncestista estadounidense.
- 1999: Alimardon Shukurov, futbolista kirguís.
- 2000: Frankie Jonas, actor estadounidense.
- 2000: Þórir Jóhann Helgason, futbolista islandés.
- 2000: Valentina Matos, patinadora artística sobre hielo española.
- 2001: Soya Yumoto, futbolista japonés.
- 2002: Gaetano Oristanio, futbolista italiano.
- 2002: Shunsuke Mito, futbolista japonés.
- 2004: Isack Hadjar, piloto de automovilismo francés.
- 2004: Iván Fresneda, futbolista español.
- 2005: Gabriel Moscardo, futbolista brasileño.

## Fallecimientos
- 48 a. C.: Cneo Pompeyo Magno, político y general romano (n. 106 a. C.).
- 235: Pontianus, papa y santo católico.
- 876: Luis el Germánico, rey de Francia Oriental (n. 804).
- 935: Wenceslao I, duque de Bohemia y santo católico (n. 907).
- 1197: Enrique VI, emperador alemán (n. 1165).
- 1330: Isabel I, reina bohemia (n. 1292).
- 1429: Cimburgia de Masovia, esposa del duque Ernesto de Austria (n. 1394 o 1397).
- 1582: George Buchanan, historiador escocés (n. 1506).
- 1618: Joshua Sylvester, poeta británico (n. 1563).
- 1702: Robert Spencer, estadista británico (n. 1640).
- 1742: Jean Baptiste Massillon, clérigo francés (n. 1663).
- 1845: William James Müller, pintor británico (n. 1812).
- 1873: Émile Gaboriau, periodista y escritor francés (n. 1832).
- 1875: Atanasio Cruz Aguirre, político uruguayo (n. 1801).
- 1891: Herman Melville, novelista estadounidense (n. 1819).
- 1895: Louis Pasteur, químico francés, iniciador de la microbiología (n. 1822).
- 1903: Jesús de Monasterio, violinista y compositor español (n. 1836).
- 1909: Luis Noval Ferrao, cabo del Tercer Regimiento de Infantería del Príncipe (n. 1887).
- 1914: Richard Sears, empresario estadounidense (n. 1863).
- 1915: Saitō Hajime, capitán de la 3.ª tropa del Shinsengumi, falleció bajo el nombre de Goro Fujita (n. 1844).
- 1918: Georg Simmel, sociólogo y filósofo alemán (n. 1858).
- 1920: Ryu Gwansun, activista coreana (n. 1902).
- 1922: Manuel Mondragón, militar mexicano (n. 1859).
- 1924: Elías David Curiel, escritor venezolano (n. 1871).
- 1925: Alejandro Velasco Astete, aviador peruano (n. 1897).
- 1927: Willem Einthoven, médico neerlandés, premio nobel de medicina en 1924 (n. 1860).
- 1935: William Kennedy Dickson, inventor escocés (n. 1860).
- 1953: Edwin Hubble, astrónomo estadounidense (n. 1889).
- 1955: Erwin Popper, médico pediatra austríaco, uno de los tres descubridores del virus de la polio (f. 1879).
- 1956: William E. Boeing, ingeniero estadounidense, pionero de la aviación (n. 1881).
- 1957: Luis Cluzeau Mortet, compositor de música clásica uruguayo (n. 1888).
- 1959: Rudolf Caracciola, piloto de automovilismo alemán (n. 1901).
- 1959: Trinidad Arroyo, oftalmóloga española, primera mujer doctorada en oftalmología en España (n. 1872).
- 1962: Roger Nimier, escritor y periodista francés (n. 1925).
- 1964: Harpo Marx, comediante y actor estadounidense (n. 1888).
- 1966: André Breton, poeta francés (n. 1896).
- 1967: Cherry Navarro, cantante venezolano (n. 1944).
- 1968: Dewey Phillips, disc-jockey estadounidense (n. 1926).
- 1970: John Dos Passos, novelista estadounidense (n. 1896).
- 1970: Gamal Abdel Nasser, presidente egipcio (n. 1918).
- 1974: Juan Barragán Rodríguez, militar y político mexicano (n. 1890).
- 1978: Juan Pablo I, último papa italiano hasta la fecha (n. 1912).
- 1981: Rómulo Betancourt, político, periodista y presidente venezolano (n. 1908).
- 1985: André Kertész, fotógrafo húngaro (n. 1894).
- 1988: Charles Addams, historietista estadounidense (n. 1912).
- 1989: Ferdinand Marcos, dictador filipino (n. 1917).
- 1991: Miles Davis, músico y trompetista estadounidense de jazz (n. 1926).
- 1994: José Francisco Ruiz Massieu, político mexicano (n. 1946).
- 1994: Harry Saltzman, productor de cine estadounidense (n. 1915).
- 2000: Pierre Elliott Trudeau, 15.º primer ministro canadiense (n. 1919).
- 2002: Alicia Barrié, actriz argentina de origen chileno (n. 1915).
- 2003: Althea Gibson, tenista estadounidense (n. 1927).
- 2003: Elia Kazan, cineasta griego (n. 1909).
- 2003: George Odlum, actor y político santaluciano (n. 1934).
- 2004: Geoffrey Beene, diseñador de modas estadounidense (n. 1924).
- 2005: Guillermina Medrano Aranda, maestra y política española (n. 1912).
- 2005: Gladys de La Lastra, compositora y educadora panameña (n. 1932).
- 2009: Guillermo Endara (73), político y abogado panameño (n. 1936), 32.º presidente de Panamá entre 1989 y 1994, fundador del partido Vanguardia Moral de la Patria, relacionado con narcotraficantes; infarto agudo de miocardio.[2]
- 2010: Héctor Croxatto Rezzio, científico chileno (n. 1908).
- 2010: Arthur Penn, cineasta estadounidense (n. 1922).
- 2010: Romina Yan, actriz argentina (n. 1974).
- 2012: Pierre Dubois, sacerdote chileno (n. 1931).
- 2013: Sandro Mariátegui, abogado y político peruano (n. 1921).
- 2014: Dannie Abse, médico y poeta británico (n. 1923).
- 2015: Zoco (Ignacio Zoco Esparza), futbolista internacional español (n. 1939).
- 2016: Shimon Peres, estadista y escritor israelí (n. 1923), presidente de Israel entre 2007 y 2014.
- 2019: José José, cantante y actor mexicano (n. 1948).
- 2019: José Aldunate, sacerdote jesuita chileno (n. 1917).
- 2022: Coolio, rapero estadounidense (n. 1963).

## Celebraciones
- Día Mundial de las Noticias.[3]Se celebra todos los años el 28 de septiembre. El Día Mundial de las Noticias es presentado por el Foro Mundial de Editores, la Fundación Canadiense de Periodismo (CJF) y el Proyecto Kontinuum de Daily Maverick.[4]
- Día de Acción Global por el acceso al aborto legal y seguro.
- Día Internacional del Acceso Universal a la Información.
- Día Mundial contra la Rabia.[5]
- Día Internacional del Síndrome Arnold-Chiari.[6]Para manifestar el apoyo a los familiares y pacientes que padecen esta enfermedad, y generar conciencia en la población de esta patología poco frecuente pero que existe.
- Día Internacional del Hincha de River Plate.[7]Conmemora el nacimiento en este día -en 1918- del jugador y director técnico Ángel Labruna, el máximo ídolo de la historia de este club de fútbol.[8]

 Por países
(Por orden alfabético)
- Argentina: 
  - Día del Microbiólogo.
  - Día del Rector.[7]En conmemoración de la renuncia de Luis Posse, primer rector de la Universidad de Buenos Aires, el 28 de septiembre de 1930. Posse fue elegido rector de la UBA en 1929, pero renunció en 1930 tras el golpe de Estado que derrocó al presidente Hipólito Yrigoyen. Su renuncia fue un gesto de rechazo al golpe de Estado y de defensa de la autonomía universitaria.
    -  Corrientes: 
      - Día Provincial de la Lengua Guaraní.[9]

- Francia: 
  - Calendario republicano francés: 
    - Día de la Zanahoria, séptimo día del mes de Vendimiario.

- República Checa: 
  - Día del Estado.

- Taiwán: 
  - Día del Maestro.

### Santoral católico

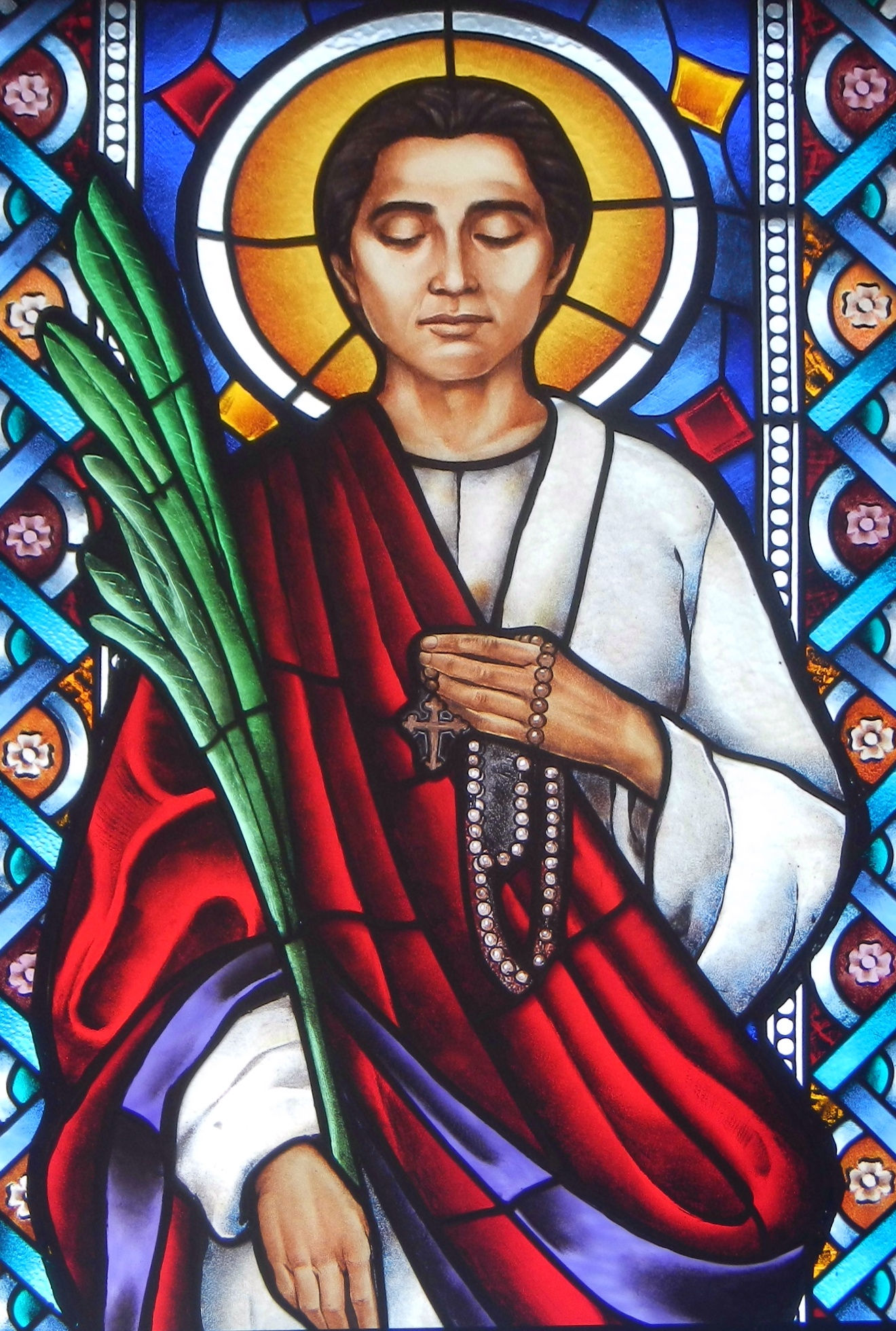
San Lorenzo Ruiz, el primer santo filipino.

- San Wenceslao de Bohemia, mártir (f. 935).
- Santos Lorenzo de Manila Ruiz y quince compañeros, mártires (f. 1637).
- Santos Alfeo, Alejandro y Zósimo de Calidone, mártires (s. IV).
- San Caritón de Laura, abad (f. 350).
- San Zama de Bolonia, obispo (s. IV).
- San Exuperio de Toulouse, obispo (f. 411).
- Santa Eustoquio de Belén, virgen (f. 419).
- San Salonio de Ginebra, monje y obispo (f. 450).
- San Fausto de Riez, monje y obispo (f. 485).
- San Anemundo de Lyon, obispo y mártir (f. 658).
- Santos Cunialdo y Gisilario de Salzburgo, presbíteros (s. VIII).
- Santa Leoba de Maguncia, abadesa y virgen (f. 782).
- Beato Bernardino de Feltre Tomitano, presbítero (f. 1494).
- San Simón de Rojas, presbítero (f. 1624).
- Beatos Juan Shozaburo, Mancio Ichizayemon, Miguel Taiemon Kinoshi, Lorenzo Hachizo, Pedro Terai Kuhioye y Tomás Terai Kahioye, mártires (f. 1630).
- Beato Francisco Javier Ponsa Casallarch, religioso y mártir (f. 1936).
- Beata Amalia Abad Casasempere, mártir (f. 1936).
- Beato José Tarrats Comaposada, religioso y mártir (f. 1936).
- Beato Nicetas Budka, obispo (f. 1949).

 Por países
(Por orden alfabético)
- España: 
  - Celebran fiesta o feria las siguientes poblaciones:
    - Buenaventura (Toledo): Fiestas en honor de la Virgen del Buensuceso.
    - El Carpio de Tajo (Toledo): Fiesta de las luminarias.
    - Noves (Toledo): Fiestas en honor de Nuestra Señora de la Mongia y de San Miguel Arcángel.
    - Sardón de los Frailes (Salamanca): Fiestas en honor de Nuestra Señora del Rosario.
    - San Fausto de Campcentellas (Barcelona): Fiesta del Patrón (San Fausto).
    - Torrijos (Toledo): Fiesta de la Sementera.